# ダウンタウンがキャスターやりますスペシャル
『ダウンタウンがキャスターやりますスペシャル』は、2006年12月23日と2007年4月7日にテレビ朝日系列で特別番組として放送されたテレビ朝日製作のバラエティ番組である。

## 概要
ダウンタウンがメインMCを務めた。現在、ダウンタウンが2人揃って出演した最後のテレビ朝日制作の番組であり、後年に松本人志が「テレ朝には出禁になっている」と語っているが、真偽のほどは不明である。なおテレビ朝日と同系列の朝日放送の制作番組には、『M-1グランプリ』をはじめこの後も多数出演している（『検事・鬼島平八郎』、『松本家の休日』、『トリニクって何の肉!?』等も在阪局である朝日放送制作）。

## 放送内容

### 第1弾
- タイトル：『NEWS2006〜ダウンタウンがキャスターやりますスペシャル〜』
- 放送日時：2006年12月23日（土曜） 19:00 - 20:54 （『ドスペ!』枠）
- 視聴率：10.3%[要出典]

### 第2弾
- タイトル：『NEWS2007〜ダウンタウンがキャスターやりますSP春〜』
- 放送日時：2007年4月7日（土曜） 19:00 - 20:54
- 視聴率：8.1%[要出典]

## 出演者

### 司会
- ダウンタウン（浜田雅功・松本人志）

### アシスタント
- 第1弾：矢島悠子（テレビ朝日アナウンサー）
- 第2弾：堂真理子（テレビ朝日アナウンサー）

### 第1弾ゲストコメンテーター
- 高橋英樹
- テリー伊藤
- 宮崎哲弥
- YOU
- 室井佑月
- 中川翔子
- 美山加恋

### 第2弾ゲストコメンテーター
- 宮崎哲弥
- 石田純一
- 榊原郁恵
- YOU
- 勝俣州和

## スタッフ

### 第1弾
- ナレーター：奥田民義、槇大輔
- 企画：武居康仁（テレビ朝日）
- 構成：福原フトシ、長谷川朝二/岩本哲也、興津豪乃、大船知充、高橋秀夫、木村タカヒロ、岸本浩二
- リサーチ：PAライターズ、岩間丈倫、藤田洋一
- TD：説田比登志（テレビ朝日）
- SW：田中祥嗣
- CAM：五十嵐陽、石渡剛
- AUD：柳原健司、杉本早耶佳
- VE：西澤康永、柳沼修
- PA：石渡洋志
- 照明：古田真司
- 美術デザイン：宇家譲二（テレビ朝日）
- 美術進行：遠藤ゆか
- CG：横井勝（テレビ朝日）、長澤剛史、野沢栄二
- 大道具：小山龍太
- 小道具：阿部一博
- 電飾：大脇豊
- モニター：石井智之
- スタイリスト：高堂のりこ（松本担当）、北田あつ子（浜田担当）
- ヘアメイク：興山洋子（浜田担当）、津留ルミ子
- VTR編集：蓮田貴志
- オフライン編集：平川正治
- MA：赤川淳
- 音効：本間孝男
- 編成：西村裕明・鈴木久裕（テレビ朝日）
- 業務：棚田壽典（テレビ朝日）
- 宣伝：村上弓（テレビ朝日）
- AD：大森千代美、伊藤恵、黒田和美、平田瑞穂、宮本真由美
- ディレクター：渡辺剛、椎葉宏治、藤本直樹、本間和美、伊藤広人、大谷真也、原田浩司、川向涼子、木村亮
- 総合演出：松田裕士
- AP：宮本稔久（吉本興業）、鈴木美絵（NET WEB）
- 制作プロデューサー：竹本夏絵（吉本興業）、山田剛寛・村田聡子（NET WEB）
- プロデューサー：青山幸光・本井健吾（テレビ朝日）、岡本昭彦（吉本興業）、江間浩司（NET WEB）
- 技術協力：テイクシステムズ、スウィッシュ・ジャパン、ロッコウ・プロモーション、共立、VOXEL、The TUBE、ワインド・アップ、SPOT
- 美術協力：テレビ朝日クリエイト、テルミック、京葉レヂボン
- 制作協力：吉本興業、NET WEB
- 制作著作：テレビ朝日

### 第2弾
- ナレーター：奥田民義、槇大輔
- 構成：福原フトシ、長谷川朝二/岩本哲也、興津豪乃、大船知充、高橋秀夫、木村タカヒロ、岸本浩二
- リサーチ：フォーミュレーション
- TM：品本幸雄（テレビ朝日）
- SW：田中祥嗣
- CAM：加藤英昭（テレビ朝日）、五十嵐陽
- MIX：今西武司
- AUD：後藤龍幸
- VE：西澤康永、柳沼修
- PA：石渡洋志
- 照明：古田真司
- 美術デザイン：井磧伸介（テレビ朝日）
- 美術進行：高橋徹
- CG：横井勝（テレビ朝日）、長澤剛史
- 大道具：梅澤宏
- 小道具：蛭川正規
- 電飾：高橋友之
- モニター：石井智之
- スタイリスト：高堂のりこ（松本担当）、北田あつ子（浜田担当）
- ヘアメイク：興山洋子（浜田担当）、津留ルミ子
- VTR編集：大沼一真
- オフライン編集：落合真子
- MA：谷澤宗明
- 音効：本間孝男
- TK：島田真見
- 編成：西村裕明・鈴木久裕（テレビ朝日）
- 業務：棚田壽典（テレビ朝日）
- 宣伝：蓮実理奈・村上弓（テレビ朝日）
- AD：大森千代美、石川千成、黒田和美、平田瑞穂、市川晶子
- ディレクター：藤本直樹、大谷真也、中原嘉仁、鳥越一夫、原田浩司、川向涼子、木村亮、渡辺恭三
- チーフディレクター：椎葉宏治、本間和美
- 総合演出：松田裕士
- AP：小俣貴史（テレビ朝日）、宮本雄宇（吉本興業）、鈴木美絵（NET WEB）
- 制作プロデューサー：竹本夏絵（吉本興業）、村田聡子（NET WEB）
- プロデューサー：本井健吾（テレビ朝日）、岡本昭彦（吉本興業）、江間浩司（NET WEB）
- チーフプロデューサー：蓮実一隆（テレビ朝日）
- 技術協力：テイクシステムズ、スウィッシュ・ジャパン、共立、VOXEL、The TUBE、ワインド・アップ、SPOT
- 美術協力：テレビ朝日クリエイト、テルミック
- 協力：BEEPS
- 制作協力：吉本興業、NET WEB
- 制作著作：テレビ朝日